# Gottfried Kühn
Gottfried Kühn (* 28. Mai 1912 in Berlin; † 8. Juli 2002 in Niefern-Öschelbronn bei Pforzheim) war ein bedeutender Kölner Garten- und Landschaftsarchitekt, der mehr als 3000 Objekte im privaten und öffentlichen Raum entworfen hat.

## Leben
Kühn wuchs als Sohn eines Landwirts auf dem Klostergut Steineck in der Neumark auf. Besuch des Gymnasiums in Bad Freienwalde  1930/31 Schüler von Karl Foerster in dessen Staudengärtnerei in Potsdam-Bornim, dem heutigen Karl-Foerster-Garten. Nach der Ausbildung zum Garten- und Landschaftsgestalter an der Lehr- und Forschungsanstalt für Gartenbau (LuFA) in Berlin-Dahlem war er im Berliner Raum und in Ostpreußen tätig, dort ab 1936 in einem Filialbetrieb von Karl Foerster in Königsberg in Preußen. Von 1939 bis 1945 war er Soldat, zuletzt als Kommandeur einer Panzerdivision und mehrfach schwer verwundet. Trotz Kriegsversehrung konnte er seine berufliche Laufbahn weiterführen. 1949 arbeitete er im Bonner Büro des Foersterschülers Hermann Mattern an der Grüngestaltung der Regierungsbauten mit. 1951 eröffnete er sein eigenes Büro in Köln-Hahnwald, das er noch bis 1984 leitete. Er war auch Mitglied im Deutschen Werkbund. 1979 zog er sich auf die Landscheider Mühle bei Wittlich zurück.

## Werk
Kühns Interesse galt der Anlage von Hausgärten. Er ist vor allem bekannt durch seine Arbeiten für die Bundesgartenschauen. Außer 1961 war er von 1957 bis 1975 auf allen Schauen vertreten. So gestaltete er 1957 für die Bundesgartenschau 1957 in Köln drei Hausgärten, die er dort für die Bundesgartenschau 1971 wieder herrichtete. Ansonsten war er bei der 71er Schau für die Gesamtgestaltung der Kölner Rheinaue zuständig. Dort gestaltete er für das Zeitgemäße Wohnen im Garten einige Reihenhausgärten, dazu Staudengärten und die Blumenwiese. Für die Universität zu Köln war er verantwortlich für die Gesamtgrünplanung beim Ausbau der Hochschule. Auch für die Einbettung des Studentendorfes Efferen des Kölner Studentenwerks auf dem Gelände einer ehemaligen Ziegelei war er verantwortlich.

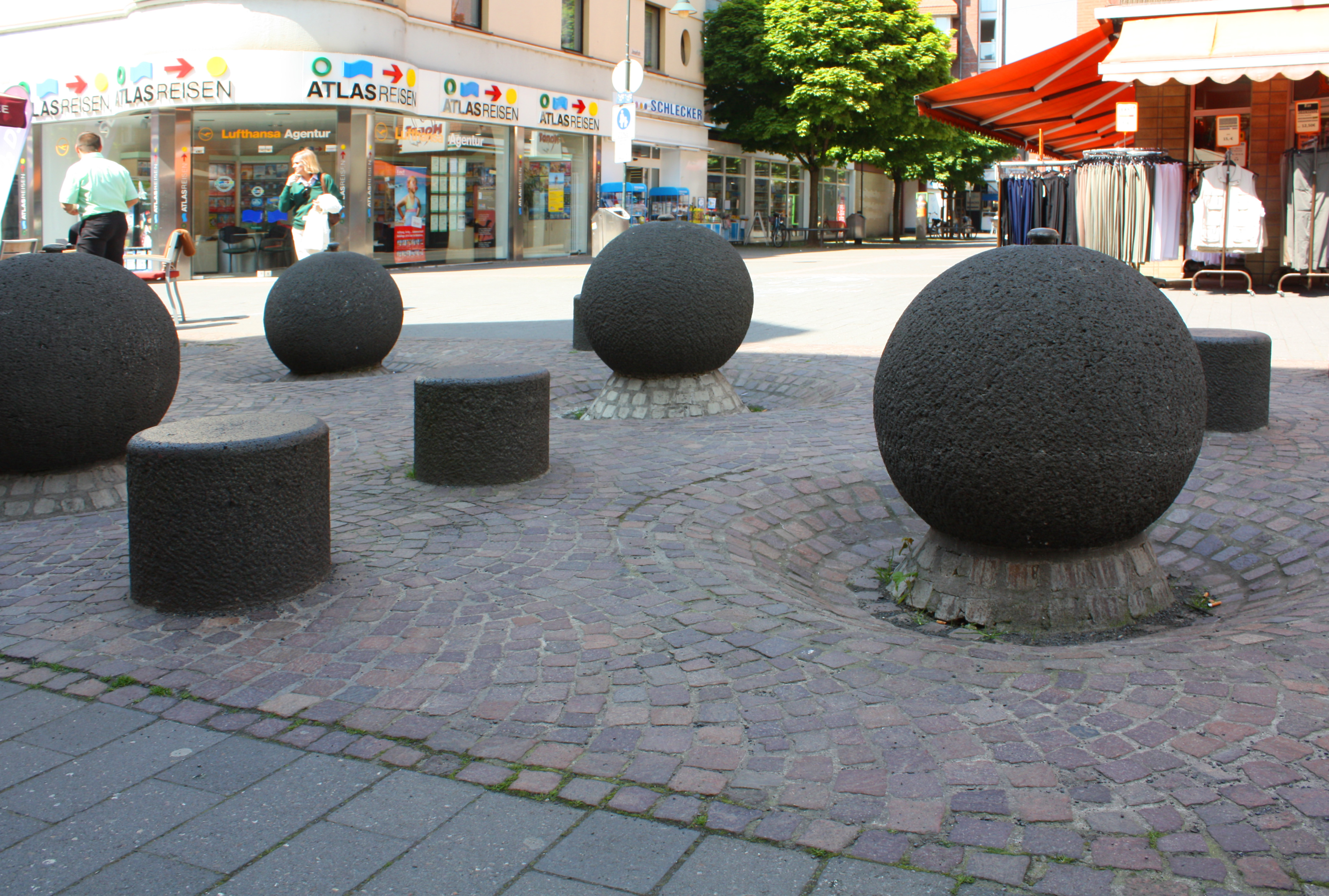
Kugelbrunnen, Köln-Porz, Entwurf Kühn 1974

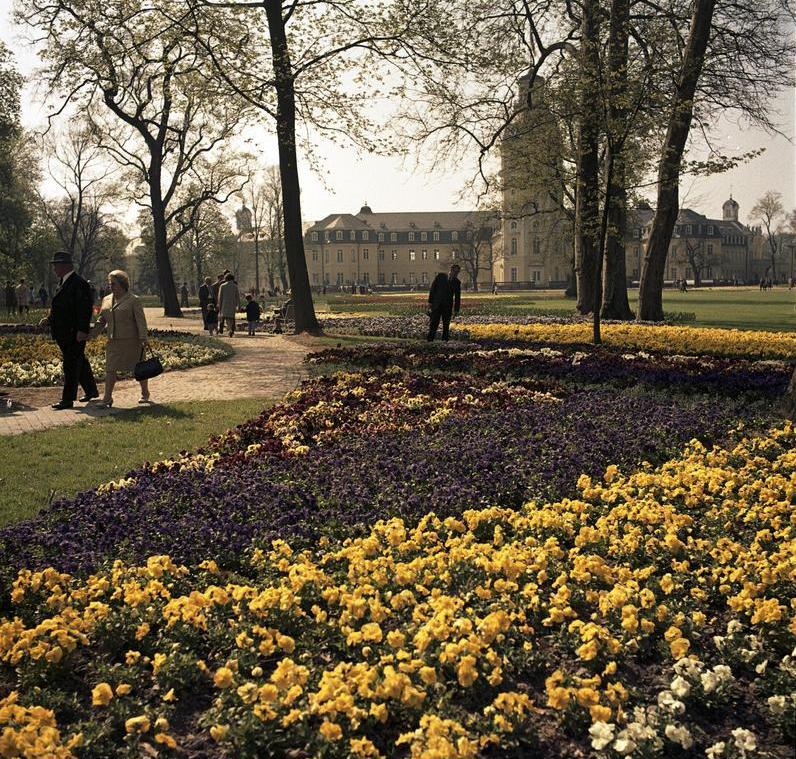
Karlsruher Schlossgarten 1967

Auch den Garten seines Atelierhauses in Hahnwald legte er an. In Köln-Zündorf plante er die Groov zu einer beliebten Freizeitanlage um (1974–78).
Sein Nachlass wird auf seinen ausdrücklichen Wunsch hin in seiner Geburts- und Ausbildungsstadt Berlin von der Universität der Künste betreut. Von dort sind auch Publikationen zu erwarten.

## Preise
Kühn wurde von manchen Verbänden und Vereinigungen geehrt. Hervorzuheben sind der Staatspreis der Freien und Hansestadt Hamburg (1963), der Hugo-Häring-Preis des BDA Baden-Württemberg (1970) für die Neugestaltung des Karlsruher Schlossgartens zur Bundesgartenschau 1967 und der Karl-Foerster-Ring (1974).
1975 bekam er als erster Gartenarchitekt den Kölner Architekturpreis.
Eine seiner letzten Arbeiten war der Ausbau seines Altersruhesitzes in der Eifel, für den er 1987 den Preis für vorbildliches Bauen des Bundes Deutscher Landschaftsarchitekten, Landesgruppe Rheinland-Pfalz bekam.

## Posthume Ehrungen
Der Landesverband Rheinland-Pfalz/Saarland des BDLA verleiht seit 2004 den Gottfried Kühn-Preis als Landschaftsarchitekturpreis in drei Kategorien: Freiflächen im öffentlichen Raum, Objekte in der freien/offenen Landschaft und Private Freiflächen. Die Preise werden alle 5 Jahre vergeben.

## Veröffentlichungen
- Kleine Gärten groß gemacht, Gartenschönheit, 46. Jg., Heft 4, Aachen 1965
- Geplante Wildnis